# Rich megye
Rich megye az Amerikai Egyesült Államokban, azon belül Utah államban található. Megyeszékhelye Randolph, legnagyobb városa Garden City. Lakosainak száma 2510 fő (2020. április 1.). Rich megye Bear Lake, Lincoln, Uinta, Summit, Weber, Morgan, Cache és Franklin megyékkel határos.

## Népesség
A megye népességének változása:
| Lakosok száma | 2257 | 2320 | 2277 | 2288 | 2311 | 2510 |
|               | 2010 | 2011 | 2012 | 2013 | 2015 | 2020 |